# Я остаюсь (альбом)
«Я остаю́сь» — четвёртый студийный альбом группы Чёрный обелиск, изданный в 1994 году.

## Об альбоме
Альбом записывался на студии «SNC Records» начиная с мая 1994 года. Костяк материала составил демо-альбом «96 град. + 415», к материалу которого были добавлены несколько новых композиций. Альбом озаглавили по названию одной из песен — «Я Остаюсь». Слова всех песен написаны на русском языке. В отличие от предыдущего диска «Ещё Один День», альбом «Я Остаюсь» никогда не выпускался на виниле и вышел только на CD и кассетах. В 2003 году был произведён ремастеринг пластинки. Обновлённая версия вышла на лейбле «Мистерия звука» в составе комплекта «In Memoriam», и включала в себя два бонус-трека.

## Список композиций
| №  | Название                | Длительность | Примечание  |
| -- | ----------------------- | ------------ | ----------- |
| 1  | Мы в пути               | 4:34         |             |
| 2  | Я остаюсь               | 4:28         |             |
| 3  | Пятая песня             | 4:32         |             |
| 4  | Седьмая песня           | 4:32         |             |
| 5  | Кто мы теперь           | 4:53         |             |
| 6  | Новая жизнь             | 4:22         |             |
| 7  | Девятая песня           | 1:38         |             |
| 8  | 96 + 415 (инструментал) | 6:07         |             |
| 9  | Про любовь              | 4:57         |             |
| 10 | Алкарель                | 2:20         |             |
| 11 | Дом жёлтого сна (ч. 2)  | 7:53         |             |
| 12 | Пельменная (концерт)    | 4:20         | bonus track |

## Список композиций (2003)
| №  | Название                  | Длительность | Примечание      |
| -- | ------------------------- | ------------ | --------------- |
| 1  | Мы в пути                 | 4:35         |                 |
| 2  | Я остаюсь                 | 4:29         |                 |
| 3  | Пятая песня               | 4:34         |                 |
| 4  | Седьмая песня             | 4:34         |                 |
| 5  | Кто мы теперь             | 4:54         |                 |
| 6  | Новая жизнь               | 4:24         |                 |
| 7  | Девятая песня             | 1:40         |                 |
| 8  | 96 + 415 (инструментал)   | 6:08         |                 |
| 9  | Про любовь                | 4:59         |                 |
| 10 | Алкарель                  | 2:22         |                 |
| 11 | Дом жёлтого сна (часть 2) | 7:56         |                 |
| 12 | Пельменная (концерт)      | 4:17         | bonus track     |
| 13 | Я остаюсь (инструментал)  | 4:30         | бонус 2003 года |
| 14 | Я остаюсь (концерт)       | 4:51         | бонус 2003 года |

## Музыканты
- Анатолий Крупнов — вокал, бас-гитара
- Юрий Алексеев — гитара
- Дмитрий Борисенков — гитара
- Владимир Ермаков — ударные

приглашённые музыканты:
- Александр Юрасов
- Алексей Ермолин
- Константин Савченко
- Пётр Тихонов
- Рушан Аюпов
- Сергей Воронов